# Prionoteae
Prionoteae, maleni tribus  vrjesovki, dio potporodice Epacridoideae. Opisan je 1889. godine. Pripada mu dva roda, svaki sa jednom vrstom, jedan sa Tasmanije, i jedan iz Južne Amerike.

## Rodovi
1. Lebetanthus Endl.
2. Prionotes R.Br.